# Convocazioni all'European Silver League maschile 2024
Elenco dei giocatori convocati per l'European Silver League 2024.

## Austria
| N° | Nome                | Ruolo | Data di nascita   | Squadra                |
| -- | ------------------- | ----- | ----------------- | ---------------------- |
| -  | Radovan Gačič       | All   | 22 aprile 1975    | ACH Volley             |
| 2  | Samuel Müller       | P     | 30 dicembre 2003  | Raiffeisen Waldviertel |
| 4  | Richard Hensel      | C     | 27 febbraio 2004  | Hartberg               |
| 5  | Jacob Kitzinger     | L     | 21 agosto 2003    | Aich/Dob               |
| 6  | Paul Kiss           | L     | 7 novembre 2005   | Sokol Wien             |
| 7  | Noel Krassnig       | S     | 30 settembre 2002 | Aich/Dob               |
| 8  | Elia Stosch         | P     | 14 maggio 2003    | Aich/Dob               |
| 9  | Sebastian Sablatnig | C     | 6 maggio 2002     | Graz                   |
| 11 | Tobias Willimek     | S     | 29 dicembre 2005  | Hartberg               |
| 12 | Alexander Berger    | S     | 27 settembre 1988 | Cuprum Lubin           |
| 13 | Maximilian Thaller  | P     | 13 dicembre 1993  | Hartberg               |
| 14 | Michael Czerwiński  | O     | 7 settembre 2003  | Cisterna               |
| 17 | Benedikt Sablatnig  | O     | 1º gennaio 2005   | Graz                   |
| 19 | Stefan Mülleder     | C     | 7 febbraio 2005   | Graz                   |
| 21 | Clemens Ecker       | O     | 25 dicembre 2000  | HAOK Mladost           |
| 23 | Mathäus Jurkovics   | C     | 27 aprile 1998    | Paris                  |
| 34 | Jonas Mürzl         | S     | 21 novembre 2003  | Ried                   |

## Fær Øer
| N° | Nome               | Ruolo | Data di nascita  | Squadra         |
| -- | ------------------ | ----- | ---------------- | --------------- |
| -  | Boban Ilić         | All   | 28 giugno 1974   | -               |
| 1  | Tórður Højsted     | L     | 11 giugno 2000   | Fleyr           |
| 3  | Hákun Heinason     | O     | 20 ottobre 2000  | Amager          |
| 4  | Bjarni Joensen     | S     | 25 luglio 2004   | Ikast           |
| 5  | Filip Ilić         | S     | 14 febbraio 2006 | ÍF Fuglafjarðar |
| 6  | Þorvald Danielsen  | P     | 6 agosto 1986    | Mjølnir         |
| 7  | Elias Ellingsgaard | P     | 13 aprile 2005   | SÍ Sørvágur     |
| 8  | Silas Poulsen      | L     | 28 giugno 2005   | SÍ Sørvágur     |
| 9  | Vuc Ilić           | C     | 14 febbraio 2006 | ÍF Fuglafjarðar |
| 10 | Hákun Nón          | S     | 1º agosto 2007   | ÍF Fuglafjarðar |
| 11 | Jóhan Wang         | C     | 30 maggio 1996   | Mjølnir         |
| 12 | Toki í Haraldstovu | C     | 9 luglio 2005    | SÍ Sørvágur     |
| 13 | Simun Poulsen      | L     | 7 maggio 2002    | Mjølnir         |
| 14 | Hørður Joensen     | O     | 16 novembre 2004 | Mjølnir         |
| 15 | Áslakur Holm       | P     | 16 gennaio 2000  | Hvidovre        |
| 16 | Ingálvur Olsen     | C     | 15 dicembre 1998 | Fleyr           |

## Islanda
| N° | Nome                      | Ruolo | Data di nascita  | Squadra                 |
| -- | ------------------------- | ----- | ---------------- | ----------------------- |
| -  | Borja González            | All   | 12 agosto 1982   | Afturelding/Afturelding |
| 1  | Markús Matthíasson        | S     | 25 febbraio 2001 | HK Kópavogur            |
| 2  | Valgeir Valgeirsson       | S     | 30 agosto 1988   | Hamar                   |
| 3  | Hreinn Olafsson           | P     | 12 ottobre 2005  | Völsungur               |
| 4  | Kristjan Valdimarsson     | C     | 15 febbraio 1989 | Hamar                   |
| 6  | Atli Pétursson            | S     | 24 febbraio 2000 | Afturelding             |
| 7  | Aron Kristjánsson         | S     | 23 giugno 2007   | Völsungur               |
| 8  | Hafsteinn Valdimarsson    | C     | 15 febbraio 1989 | Hamar                   |
| 10 | Sebastian Sævarsson Meyer | C     | 25 luglio 1991   | Afturelding             |
| 11 | Hafsteinn Sigurðsson      | O     | 26 giugno 2001   | Afturelding             |
| 12 | Máni Matthíasson          | P     | 19 maggio 1999   | HK Kópavogur            |
| 13 | Kristinn Hannesson        | C     | 12 ottobre 2003  | Afturelding             |
| 14 | Ævarr Birgisson           | S     | 16 novembre 1996 | Odense                  |
| 15 | Tómas Davidson            | C     | 14 ottobre 2006  | HK Kópavogur            |
| 16 | Sverrir Svavarsson        | L     | 12 luglio 2006   | Vestri                  |
| 17 | Hilmir Halldórsson        | P     | 19 marzo 2000    | Afturelding             |
| 18 | Galdur Davíðsson          | C     | 10 dicembre 2000 | Odense                  |
| 19 | Hermann Hlynsson          | P     | 3 gennaio 2002   | HK Kópavogur            |
| 20 | Arnar Björnsson           | L     | 20 luglio 1990   | HK Kópavogur            |

## Israele
| N° | Nome                 | Ruolo | Data di nascita   | Squadra            |
| -- | -------------------- | ----- | ----------------- | ------------------ |
| -  | Itamar Stein         | All   | 12 febbraio 1983  | Giesen             |
| 1  | Alexander Osokin     | C     | 7 novembre 1989   | Maccabi Ashdod     |
| 4  | Shay Liberman        | S     | 17 ottobre 2005   | Maccabi Ashdod     |
| 5  | Adir Ben Shloosh     | L     | 16 novembre 2004  | Maccabi Ashdod     |
| 6  | Viacheslav Batchkala | C     | 27 luglio 1994    | Maccabi Tel Aviv   |
| 7  | Iliya Goldrin        | S     | 28 aprile 1995    | Giesen             |
| 10 | Noam Ariel           | P     | 6 ottobre 2000    | Hapoël Mateh Asher |
| 12 | Ofeck Hazan          | C     | 19 marzo 2003     | Hapoël Mateh Asher |
| 15 | Lior Kopilevich      | C     | 2 ottobre 2006    | -                  |
| 19 | Mark Rura            | S     | 23 gennaio 2006   | Hapoël Kfar Saba   |
| 20 | Eran Halachmi        | L     | 11 ottobre 2005   | Hapoël Mateh Asher |
| 21 | Yotam Briger         | P     | 11 maggio 2003    | Concordia Irvine   |
| 23 | Eyal Rawitz          | O     | 23 settembre 2001 | Ball State         |